# Grafite nucleare
La grafite nucleare è uno dei gradi della grafite, prodotta specificamente per uso come moderatore o riflettore nei reattori nucleari. La grafite è un materiale importante per la costruzione sia dei reattori storici sia di quelli moderni, essendo uno dei materiali più puri prodotti su scala industriale, inoltre mantiene le sue proprietà (incluso la robustezza) alle alte temperature.